# Atletisme als Jocs Olímpics d'Estiu de 1960
Als Jocs Olímpics d'Estiu de 1960 celebrats a la ciutat de Roma (Itàlia) es disputaren 34 proves atlètiques, 24 en categoria masculina i 10 en categoria femenina. Les proves es disputaren a l'Estadi Olímpic de Roma entre els dies 23 de novembre i 1 de desembre de 1956.
Respecte als Jocs anteriors s'introudí una nova prova en categoria femenina en la modalitat de 800 metres llisos. Hi participaren un total de 1.016 atletes de 73 comitès nacionals diferents.

## Resum de medalles

### Categoria masculina
| Prova                          | Or                                                                     | Argent                                                                          | Bronze                                                                            |
| 100 m Detalls                  | Armin Hary                                                             | David Sime                                                                      | Peter Radford                                                                     |
| 200 m Detalls                  | Livio Berruti                                                          | Lester Carney                                                                   | Abdoulaye Seye                                                                    |
| 400 m Detalls                  | Otis Davis                                                             | Carl Kaufmann                                                                   | Malcolm Spence                                                                    |
| 800 m Detalls                  | Peter Snell                                                            | Roger Moens                                                                     | George Kerr                                                                       |
| 1.500 m Detalls                | Herb Elliott                                                           | Michel Jazy                                                                     | István Rózsavölgyi                                                                |
| 5.000 m Detalls                | Murray Halberg                                                         | Hans Grodotzki                                                                  | Kazimierz Zimny                                                                   |
| 10.000 m Detalls               | Pyotr Bolotnikov                                                       | Hans Grodotzki                                                                  | David Power                                                                       |
| Marató Detalls                 | Abebe Bikila                                                           | Rhadi Abdesselam                                                                | Barry Magee                                                                       |
| 110 m tanques Detalls          | Lee Calhoun                                                            | William May                                                                     | Hayes Jones                                                                       |
| 400 m tanques Detalls          | Glenn Davis                                                            | Clifton Cushman                                                                 | Richard Howard                                                                    |
| 3.000 m obstacles Detalls      | Zdzisław Krzyszkowiak                                                  | Nikolai Sokolov                                                                 | Semen Rzhischin                                                                   |
| 4x100 m relleus Detalls        | AlemanyaBernd Cullmann · Armin Hary · Walter Mahlendorf · Martin Lauer | Unió SovièticaGusman Kosanov · Leonid Bartenev · Yuri Konovalov · Edvins Ozolin | Regne UnitPeter Radford · David Jones · David Segal · Nick Whitehead              |
| 4x400 m relleus Detalls        | Estats UnitsJack Yerman · Earl Young · Glenn Ashby Davis · Otis Davis  | AlemanyaManfred Kinder · Joachim Reske · Johannes Kaiser · Carl Kaufmann        | Índies OccidentalsGeorge Kerr · James Wedderburn · Keith Gardner · Malcolm Spence |
| 20 km marxa Detalls            | Volodímir Holubnitxi                                                   | Noel Freeman                                                                    | Stanley Vickers                                                                   |
| 50 km marxa Detalls            | Don Thompson                                                           | John Ljunggren                                                                  | Abdon Pamich                                                                      |
| Salt de llargada Detalls       | Ralph Boston                                                           | Irvin Roberson                                                                  | Íhor Ter-Ovanessian                                                               |
| Triple salt Detalls            | Józef Szmidt                                                           | Vladimir Goryaev                                                                | Vitold Kreer                                                                      |
| Salt d'alçada Detalls          | Robert Shavlakadze                                                     | Valeriy Brumel                                                                  | John Thomas                                                                       |
| Salt amb perxa Detalls         | Don Bragg                                                              | Ron Morris                                                                      | Eeles Landström                                                                   |
| Llançament de pes Detalls      | Bill Nieder                                                            | Parry O'Brien                                                                   | Dallas Long                                                                       |
| Llançament de disc Detalls     | Al Oerter                                                              | Rink Babka                                                                      | Dick Cochran                                                                      |
| Llançament de javelina Detalls | Viktor Tsybulenko                                                      | Walter Krüger                                                                   | Gergely Kulcsár                                                                   |
| Llançament de martell Detalls  | Vasili Rudenkov                                                        | Gyula Zsivótzky                                                                 | Tadeusz Rut                                                                       |
| Decatló Detalls                | Rafer Johnson                                                          | Yang Chuan-Kwang                                                                | Vasili Kuznetsov                                                                  |

### Categoria femenina
| Prova                          | Or                                                                           | Argent                                                                  | Bronze                                                                              |
| 100 m Detalls                  | Wilma Rudolph                                                                | Dorothy Hyman                                                           | Giuseppina Leone                                                                    |
| 200 m Detalls                  | Wilma Rudolph                                                                | Jutta Heine                                                             | Dorothy Hyman                                                                       |
| 800 m Detalls                  | Lyudmila Lisenko                                                             | Brenda Jones                                                            | Ursula Donath                                                                       |
| 80 m tanques Detalls           | Irina Press                                                                  | Carole Quinton                                                          | Gisela Köhler                                                                       |
| 4x100 m relleus Detalls        | Estats UnitsMartha Hudson · Lucinda Williams · Barbara Jones · Wilma Rudolph | AlemanyaMartha Langbein · Anni Biechl · Brunhilde Hendrix · Jutta Heine | PolòniaTeresa Wieczorek · Barbara Janiszewska · Celina Jesionowska · Halina Richter |
| Salt de llargada Detalls       | Vera Kolashnikova                                                            | Elżbieta Krzesińska                                                     | Hildrun Claus                                                                       |
| Salt d'alçada Detalls          | Iolanda Balaş                                                                | Jarosława Jóźwiakowska                                                  | No es concedí                                                                       |
| Salt d'alçada Detalls          | Iolanda Balaş                                                                | Dorothy Shirley                                                         | No es concedí                                                                       |
| Llançament de pes Detalls      | Tamara Press                                                                 | Johanna Lüttge                                                          | Earlene Brown                                                                       |
| Llançament de disc Detalls     | Nina Romashkova                                                              | Tamara Press                                                            | Lia Manoliu                                                                         |
| Llançament de javelina Detalls | Elvīra Ozoliņa                                                               | Dana Zátopková                                                          | Birutė Zalogaitytė                                                                  |

## Medaller
| Posició | País               | Or | Argent | Bronze | Total |
| 1       | Estats Units       | 12 | 8      | 6      | 26    |
| 2       | Unió Soviètica     | 11 | 5      | 5      | 21    |
| 3       | Alemanya           | 2  | 8      | 3      | 13    |
| 4       | Polònia            | 2  | 2      | 3      | 7     |
| 5       | Nova Zelanda       | 2  | 0      | 1      | 3     |
| 6       | Regne Unit         | 1  | 3      | 4      | 8     |
| 7       | Austràlia          | 1  | 2      | 1      | 4     |
| 8       | Itàlia             | 1  | 0      | 2      | 3     |
| 9       | Romania            | 1  | 0      | 1      | 2     |
| 10      | Etiòpia            | 1  | 0      | 0      | 1     |
| 11      | Hongria            | 0  | 1      | 2      | 3     |
| 12      | França             | 0  | 1      | 1      | 2     |
| 13      | Bèlgica            | 0  | 1      | 0      | 1     |
| 13      | Marroc             | 0  | 1      | 0      | 1     |
| 13      | Suècia             | 0  | 1      | 0      | 1     |
| 13      | Txecoslovàquia     | 0  | 1      | 0      | 1     |
| 13      | Xina               | 0  | 1      | 0      | 1     |
| 18      | Índies Occidentals | 0  | 0      | 2      | 2     |
| 19      | Finlàndia          | 0  | 0      | 1      | 1     |
| 19      | Sud-àfrica         | 0  | 0      | 1      | 1     |